# انكسار (فلم)
انكسار هو فيلم دراما اجتماعية مغربي من إخراج عبد الكريم الدرقاوي سنة 2006، وبطولة كل من محمد البسطاوي وهدى الريحاني وسهام أسيف وغيرهم.

## القصة
يحكي الفيلم قصة أسرة متوسطة تعيش حالة اضطهاد من طرف الأب الذي يشتغل ضابط شرطة مدمن على مقارعة الخمر، ويصل به الأمر أحيانا إلى تهديد زوجته بالسلاح إذا ما وقفت ضد تحقيق رغباته التي تتمثل في السهر داخل البيت برفقة أصدقائه وإلى ساعة متأخرة من الليل، حيث تعلو أصواتهم وضحكاتهم، كما لا ينجو من جبروت هذا الأب حتى فلذات أكباده الذين يصيرون عرضة لطيشه، فيُرعب براءتهم. 
وتكون نتيجة هذا التهور والاستهتار أن يفقد الأب مسدسه في ظروف غامضة، فيبحث عنه في كل مكان لكن دون جدوى، حينها يصير عرضة للعقاب والمحاسبة حيث يحال على مجلس تأديبي يفضي إلى طرده نهائيا من أسلاك الشرطة. هكذا تسوء أوضاعه ويصبح عالة على أسرته بعد أن كان معيلها الوحيد، كما تتقطع به السبل ويغيب عن الأنظار، إلى أن يظهر ثانية وهو عجوز معدم تعوله أصغر بناته «جليلة». وخلف كل هذا البحر الهائج من الأحداث والوقائع يظل الغموض يلف سرقة المسدس، ثم المصير البائس الذي آل إليه «صالح».